# Microprius gosiae
Microprius gosiae is een keversoort uit de familie somberkevers (Zopheridae). De wetenschappelijke naam van de soort werd in 1986 gepubliceerd door Stanislaw Adam Ślipiński.